# Casearia coriacea
Casearia coriacea là một loài thực vật có hoa trong họ Liễu. Loài này được Vent. mô tả khoa học đầu tiên năm 1808.